# Il mio tesoro

Il mio tesoro (ou Il mio tesoro intanto) est un air pour ténor lyrique extrait la scène 2 de l'acte 2 de l'opéra Don Giovanni de Wolfgang Amadeus Mozart sur un livret de Lorenzo Da Ponte.
Il est souvent joué en récital est présenté dans les anthologies de musique pour ténor. Dans cet aria, Don Ottavio, un jeune noble, promet à sa fiancée Donna Anna vengeance contre l'homme qui a tué son père.

## Texte
Il mio tesoro intanto

andate a consolar,

E del bel ciglio il pianto

cercate di asciugar.

Ditele che i suoi torti

a vendicar io vado;

Che sol di stragi e morti

nunzio vogl'io tornar.
Mon trésor, en attendant 

Allez, allez consoler 

Et les pleurs sur vos beaux yeux (cils)

Essayez, essayez de les sécher ) bis

Dites-lui que de ses torts )

je vais me venger             ) bis

Quel lieu (sol) de massacre et de morts

Nonce, je veux revenir 

## Réemplois
Anna Karénine de Léon Tolstoï s'ouvre sur un concert pendant lequel l'aria il mio tesoro est exécuté.
Cet aria sert de leitmotiv au film Noblesse oblige, long métrage britannique de Robert Hamer, sorti en 1949.